# Rodrigo de Sousa Coutinho
Rodrigo de Sousa Coutinho Teixeira de Andrade, 1. hrabia de Linhares (ur. 4 sierpnia 1755 w Rio de Janeiro, zm. 26 stycznia 1812 tamże) – portugalski polityk i pisarz polityczny.

## Życiorys
Studiował na uniwersytecie w Coimbra. Markiz de Pombal wspierał jego karierę i był nawet jego ojcem chrzestnym.
Rodrigo de Sousa Coutinho był portugalskim posłem w Turynie w latach 1779–1796 (mianowany już w 1777, do Turynu dotarł w 1779).
Przez krótki okres (21 czerwca 1801 - 23 lipca 1801) był głównym ministrem i sekretarzem stanu i wojny Portugalii gdy Napoleon zagroził krajowi i dwór przeniósł się do Brazylii.
Pisał książki o historii Portugalii.

## Wydania dzieł
- «Portugal como Problema», volume V - A Economia como Solução, 1625-1820. Público/Fundação Luso-Americana, Lisboa, 2006.
- DE SOUSA COUTINHO, D. Rodrigo. «Memória sobre o melhoramento dos domínios de Sua Majestade na América», 1797, in «Textos Políticos, Económicos e Financeiros, 1783-1811», introducção e direcção de edição de Andrée Diniz da Silva, Lisboa, Banco de Portugal, 1993, tomo II.
- DE SOUSA COUTINHO, D. Rodrigo. «Representação ao Príncipe Regente sobre um plano de fazenda», 1799, in «Textos Políticos, Económicos e Financeiros, 1783-1811», introducção e direcção de edição de Andrée Diniz da Silva, Lisboa, Banco de Portugal, 1993, tomo II.
- Carta Régia ao clero, nobreza e povo do Reino de 7 de março de 1810, in «Colecção de Legislação Portuguesa desde a última compilação das Ordenações», redigida pelo Desembargador António Delgado da Silva, Lisboa, Tipografia Maigrense, 1826, tomo 1802-1810.
- DE SOUSA COUTINHO, D. Rodrigo. «Apontamentos em defesa do Tratado de Comércio de 1810», 1811, in «Textos Políticos, Económicos e Financeiros, 1783-1811», introducção e direcção de edição de Andrée Diniz da Silva, Lisboa, Banco de Portugal, 1993, tomo II.